# Assurance de soins de longue durée au Japon
L'assurance de soins de longue durée au Japon  (介護保険 (Kaigo hoken) ou quelquefois assurance de soins de longue vie ou assurance pour soins infirmiers est le système mis en place au niveau national pour financer les soins et l'assistance aux personnes âgées. Elle correspond dans l'esprit à ce qui est appelé en France la branche dépendance, tout en ayant intégré les dépenses de soins auparavant dévolues aux personnes de plus de 65 ans.

## Contexte
Avec une structure et une projection de population âgée nettement plus élevée que dans d'autres pays du monde, le Japon a commencé à réfléchir à un mécanisme pour financer les soins de dépendance, dits soins longue durée, depuis 1986. En 1996 un projet de loi recueillant un consensus au sein des trois principaux partis donnait lieu à une loi l'année suivante et le système était  mis en œuvre en 2000.
La part des plus de 65 ans en 1950 était de 5 %, elle est passée à 28 % en 2020, et leur espérance de vie a presque doublé. Le taux de personnes âgées vivant seules est passé en 30 ans de 13 % à 25 %. Un pic de personnes de plus de 75 ans est attendu en 2025.

## Contenu
Les premières réflexions ont porté sur le type de société souhaitée face à cette augmentation de la longévité. Les maitres-mots ont été une société active, de proximité, tolérante et enrichissante pour l'individu. La philosophie retenue a été une socialisation des dépenses, en rupture avec le modèle traditionnel faisant porter la charge de la dépendance sur les familles. Cette socialisation du care, c'est-à-dire du coût de la dépendance, est devenu un mot d'ordre vite accepté qui a permis d'instaurer une nouvelle cotisation supplémentaire pour les plus de 40 ans, déjà assujettis aux traditionnelles cotisations maladie, retraite, chômage et accidents du travail.
La proximité voulue a entrainé un report vers les municipalités des décisions en matière d'aide sociale, jusque là assumées par un système central, et une décentralisation de la projection des besoins jusque là anticipés dans un plan stratégique national à 10 ans pour la période 1990-1999, et fixant les seuils à atteindre en nombre d'aides à domicile (100 000), places d'hébergements temporaires (50 000), d'accueil de jour (10 000) et de lits dans les maisons de retraite médicalisées (240 000), pour un budget de 6 000 milliards de yens. La reprise en main des projections par les municipalités a conduit en 1993 à des estimations nettement revues à la hausse, et à une révision corollaire du plan stratégique décennal, dit New Gold Plan.

### Bénéficiaires potentiels
Deux groupes de personnes peuvent demander le bénéfice de l'assurance de soins de longue durée :
- les plus de 65 ans, qui continuent à cotiser de façon obligatoire par un prélèvement sur leur rente de retraite, et qui en bénéficient automatiquement en cas de besoin ;
- les personnes de 40 à 64 ans, si elles sont atteintes d'une maladie liée à la vieillesse, et qu'elles ont besoin de soins infirmiers, après instruction d'une enquête par les services sociaux[1],[3]

Les aides vont de la simple prévention de la perte d'autonomie à l'assistance aux personnes alitées et totalement dépendantes,.
Sept ans après le démarrage du système, sur la période avril 2006-mars 2007, une étude montrait une augmentation des bénéficiaires de soins à domicile (1,52 million de personnes, soit 530 000 de plus en 5 ans), et en institutions (1,28 million, avec 200 000 personnes de plus).

### Gestion des aides
La gestion de ces aides (évaluation globale des besoins, recouvrement des cotisations, définition et paiement des prestations en nature) est effectuée par les municipalités, qui ont acquis une expérience sur le premier volet car elles sont les gestionnaires habituelles de l'assurance-maladie pour les indépendants, agriculteurs et pêcheurs depuis 1961.
L'évaluation des besoins des utilisateurs et la proposition de prestations au sein du large panel proposé est faite avec l'aide d'un care manager, un métier créé de toutes pièces à l'occasion de la réforme. Celui-ci ne se prend toutefois jamais la décision à la place des assurés, même s'il a un rôle central dans la construction du plan d'aide et du débroussaillage des prestations possibles.
La tarification des prestations est pilotée au niveau national, avec un double système de barème de base et de barème additionnel. Les barèmes additionnels permettent de mieux rémunérer les prestataires face à l'accroissement du niveau de soins requis, pour des soins spécifiques facturés aux bénéficiaires (fourniture de repas adaptés, soins aux personnes démentes, réadaptation intensive …), ou pour des améliorations de la qualité du service assuré (exemple : engagement sur des ratio de présence de personnel qualifié la nuit, ou de ratio général d'encadrement, amélioration de la qualité de vie du personnel …). Cette tarification donne lieu à une révision générale trisannuelle.

### Cotisations
Pour les salariés, la moitié de la cotisation est prise en charge par l'employeur.
Pour les personnes de 65 ans et plus, la prime est établie via un coefficient multiplicateur appliqué à une prime de base en fonction de la nature des revenus et de leur montant. Cette prime de base est déterminée par chaque municipalité. À titre d'exemple, pour la période  2021-2023, la municipalité de Nagahama  la fixe à 6 575 yens mensuels (environ 47 euros) tandis que pour Shizuoka elle est légèrement moindre, à 6 325 yens. Pour reprendre le cas de Nagahama, les coefficients vont de 0.27 à 2.20. Pour les personnes les plus pauvres, vivant de minima sociaux en matière de retraite, exemptés d'impôts locaux et dont  les revenus sont inférieurs à 800 000 yens, le coefficient appliqué est de 0,27 (soit une cotisation annuelle d'environ 152 euros pour un revenu annuel inférieur à 5704 euros). Pour la tranche la plus élevée, soit des revenus supérieurs à 6 000 000 yens (environ 42 800 €) la prime annuelle totale est de 173 440 yens (environ 1200 euros). Toutefois, chaque municipalité applique son propre barème (voir celui appliqué par Shizuoka, avec une plus grande fourchette de cotisations, et un maximum supérieur de 10 % à celui de Nagahama).

## Nature des aides proposées, parcours d'assistance, et montants
Le système offre une grande palette de prestations, depuis la prévention de la dépendance, qui a été rajoutée après démarrage, jusqu'à l'hospitalisation en structure de retraite médicalisée. Lors de l'évaluation, 7 niveaux sont proposés :
- Deux niveaux d'aide à la prévention de la dépendance, pour les personnes ne demandant que très peu de « soins infirmiers » mais pour lesquelles des mesures de prévention ou assistance sont fortement susceptibles de conduire à une amélioration des fonctions vitales[7] ou à une préservation de l'autonomie[5]. Ces aides couvrent aussi bien une assistance psychologique pour les personnes déprimées que des services d'aide-ménagère, gymnastique remobilisatrice à domicile ou en centre de jour, conseils diététiques ou fourniture de menus adaptés, etc[8],
- Cinq niveaux dits de « soins infirmiers » incluant aussi bien les soins à domicile que des soins pour cause d'état grabataire en maison de retraite médicalisée. Le niveau 1 correspond à la dépendance la plus faible, le 5 à la plus élevée.

La détermination du niveau d'aide correspond à une grille d'évaluation très codifiée avec 74  critères et une évaluation théoriquement uniforme au niveau national.
En sus des prestations de soins et de bien-être, qui sont toujours en nature, il y a une possibilité de prise en charge de certains matériels favorisant l'indépendance et de coûts d'aménagement du domicile en fonction des ressources des bénéficiaires. Certaines prestations sont uniquement réservées à un public jugé éligible (soins pour démence, programmes intensifs de réadaptation, fourniture de repas de régime par exemple). Le choix de prestations uniquement en nature, plutôt qu'une somme susceptible de financer des aidants familiaux, résulte du choix initial fait de mettre en place une gestion sociale de la dépendance plutôt qu'une gestion par les familles. Cela répond aussi à une politique publique visant à favoriser le travail des femmes, alors qu'au niveau mondial l’aide informelle est le plus souvent apportée par les enfants adultes (jeunes seniors de 50 à 65 ans), et en premier lieu par les femmes. Or il se trouve qu'au Japon, la part des femmes actives dans cette tranche d'âge augmente, tandis que la croissance du nombre de personnes âgées est supérieure à la celle de cette tranche d'âge.
À l'origine, chaque bénéficiaire pouvait librement choisir dans le panier proposé celles des aides lui convenant le mieux, avec l'aide du care manager, et bâtir son parcours d'assistance aussi bien au sein de la filière à domicile qu'en établissement spécialisé. La pénurie de lits disponibles a toutefois conduit à une tentative pour réorienter la demande vers l'assistance à domicile sachant que le modèle favorisé de facto est celui du maintien à domicile avec accueil en structures de jours. À titre d'exemple, depuis avril 2015, les entrées en maisons de retraite dites de soins spéciaux pour les aînés (Tokubetsu Yōgo Rōjin Home) sont désormais réservées aux personnes ayant un niveau minimal de dépendance de 3, ou par exception, aux personnes ayant un niveau de dépendance moindre mais ne pouvant rester à domicile en raison de circonstances très particulières.
Une fois le parcours de soin choisi, les bénéficiaires s'acquittent de 10 à 30 % du montant des prestations, dans la limite fixée par chaque municipalité. La part dépassant les plafonds autorisés par niveau de dépendance, pour les séjours en institution, les frais d'hébergement et de repas sont exclusivement à la charge des bénéficiaires. Pour fixer un ordre de grandeur, les plafonds de la ville de Shizuoka correspondent à environ 350 et 750 euros mensuels pour les deux premiers niveaux de prévention, et s'étalent de 1200 à 2600 euros pour les soins infirmiers. Au niveau national, le montant moyen des dépenses par catégorie est très largement inférieur au montant accordé. Cela vient d'un choix des bénéficiaires, qui peuvent avoir tendance à favoriser l'aide de proches bénévoles, ou qui ne souhaitent ou ne peuvent pas s'acquitter du reste à charge. Les personnes les plus démunies peuvent bénéficier d'une prise en charge du reste à charge théorique de 10 %, et certaines dépenses donnent droit à des financements supplémentaires au-delà du plafond, dans des conditions quelquefois obscures. Au total, compte-tenu de mécanismes d'exonération du ticket modérateur et des cotisations pour les plus démunis, le coût moyen effectivement supporté net de cotisations par la collectivité varie selon le revenu des bénéficiaires, avec un maximum pour les plus pauvres et les plus riches (de 1500 à 2250 euros), et une forme en U de la dépense publique, le coût moyen pour les tranches de revenus intermédiaires pouvant tomber à 500 euros.

## Fournisseurs de l'aide

### Organismes
Ils se répartissent entre acteurs du secteur public, du secteur associatif et du secteur marchand, un choix ayant été posé à l'origine d'exclure les acteurs du système marchand des prestations d'hébergement.
En 2007, un audit dans le secteur de l'assistance et soins à domicile a mis en évidences des failles dans le management de certains fournisseurs, avec des conduites qualifiées d'inappropriées, conduisant au retrait des acteurs majeurs, et à la mise en place d'une surveillance poussée.

### Salariés
Concernant les soins et l'aide à domicile, les salariés (home helpers ou zaitaku homon kaigo) sont des salariées dans 90 % des cas. Le métier connait en 2006 un turn-over de 15 %, et compte-tenu de la durée des contrats, 40 % des démissionnaires quittent le métier après moins d'un an de présence. Ces difficultés sont attribués aux mêmes facteurs que ceux constatés en Europe et aux États-Unis, à savoir un niveau de salaire faible, l'instabilité de la relation de travail, des horaires un manque de reconnaissance sociale se traduisant par des heures de travail quelquefois non payées et des avantages hors-salaire faibles.
En ce qui concerne les médecins couvrant les soins à domicile, leur nombre est jugé insuffisant en 2020 pour couvrir les besoins à venir si une réorientation de la part des décès à domicile conforme aux besoins financiers  et aux souhaits des personnes âgées devait se produire : il faudrait pour 2030 70 % de médecins supplémentaires (soit  33 500 ETP, ou 71 500 personnes pour tenir compte des partiels).

## Limites du système
Bien que le système d'aide en vigueur au Japon soit l'un des plus généreux au monde, il n'évite pas aux membres du foyer d'être des aidants fortement sollicités, d'autant que les autres proches du système familial traditionnellement sollicités habitent désormais souvent à trop grande distance. Une étude sur 344 couples de personnes âgées (ou personne âgée et son aidant familial) bénéficiant de soins infirmiers à domicile montre que la moitié des aidants, qui sont des aidantes dans 80 % des cas— épouse, fille ou belle-fille —, souffrent de dépression, en lien direct avec cette surcharge, qui est d'autant plus forte que la personne âgée est atteinte de démence ou soufre de problèmes comportementaux.
De la même manière, si ce système d'assurance a un effet positif sur la santé et la qualité de vie des personnes âgées, aussi bien au Japon que dans les autres pays ou villes où il a été expérimenté, son rôle dans l'allégement du fardeau des familles de personnes âgées peut être jugé trop limité par les familles, alors qu'au niveau macro-économique il serait globalement favorable à l'économie en réduisant à la fois les charges financières pesant sur les familles et le budget de l'État, en palliant partiellement la pénurie de soins liés au grand âge et en favorisant l'emploi. Certains ont exprimé toutefois des craintes sur la durabilité du système eu égard au montant des charges sociales impliqué.
Il est fait état de tensions sur l'emploi, malgré une ouverture du pays à l'immigration principalement philippine pour les postes d'aidantes, le métier étant jugé mal rémunéré.